# Suchonice
Suchonice jsou obec v okrese Olomouc v Olomouckém kraji. Žije zde 177 obyvatel. Pro volební období 2022 až 2026 vykonává funkci starostky Jitka Dopitová, a funkci místostarosty Petr Dvořák.

## Historie
První písemná zmínka o obci pochází z roku 1303 (Suchouicz).

## Obyvatelstvo
| Rok            | 1869 | 1880 | 1890 | 1900 | 1910 | 1921 | 1930 | 1950 | 1961 | 1970 | 1980 | 1991 | 2001 | 2011 | 2021 |
| -------------- | ---- | ---- | ---- | ---- | ---- | ---- | ---- | ---- | ---- | ---- | ---- | ---- | ---- | ---- | ---- |
| Počet obyvatel | 268  | 302  | 319  | 314  | 328  | 284  | 293  | 242  | 244  | 194  | 199  | 159  | 151  | 166  | 163  |
| Počet domů     | 41   | 54   | 57   | 58   | 62   | 60   | 64   | 68   | 61   | 56   | 58   | 56   | 61   | 62   | 68   |

## Obecní správa
Mezi lety 1869–1963 byly Suchonice obcí v okrese Olomouc (1869–1910), poté v okrese Olomouc-venkov (1921–1930) a později v okrese Olomouc-okolí. V letech 1964–1974 patřily jako část obce k Suchonicím-Přestavlkům. Od 1. ledna 1975 do 31. prosince 1991 patřily jako část obce k Tršicím a od 1. ledna 1992 jsou opět samostatnou obcí.

### Obecní symboly
Znak a vlajka byly obci uděleny rozhodnutím předsedy Poslanecké sněmovny Parlamentu České republiky dne 25. března 2005.